# Clépton

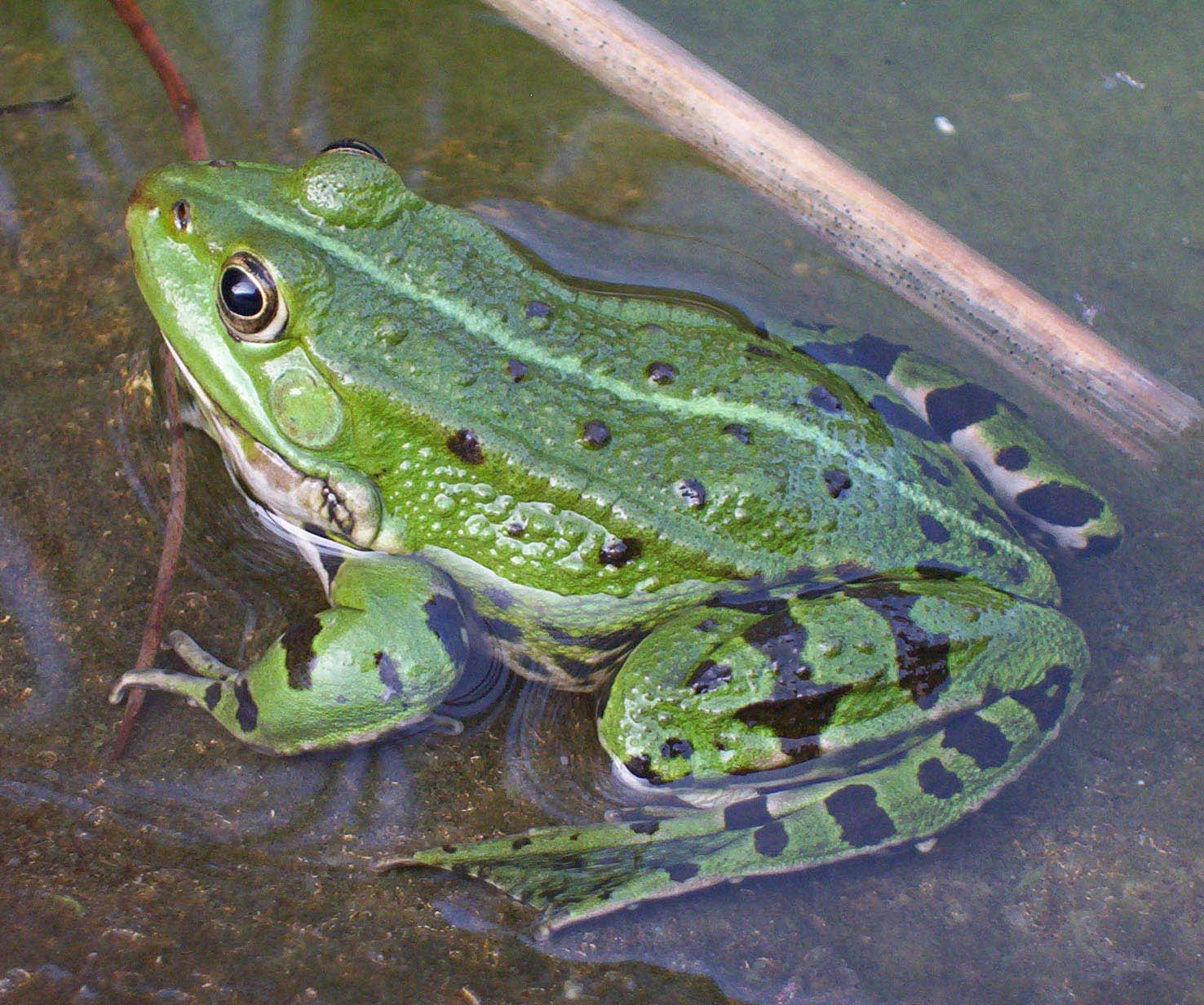
Anfíbio do gênero Pelophylax (Pelophylax lessonae)

Clépton, ou klepton (abreviado kl.), é uma classificação biológica para-específica utilizada para descrever as populações animais que resultam do processo de hibridogénese entre duas espécie próximas simpátricas, podendo ser definido como uma comunidade de populações com um genoma híbrido derivado das mesmas espécies parentais, que existe em dependência reprodutiva de espécies simpátricas que desempenham o papel de hospedeiro sexual. Sendo uma forma específica de híbrido, resultado de uma forma de partenogénese, a manutenção de uma população de cleptónica requere o contributo genético permanente das espécies parentais em cada ciclo reprodutivo. O termo é derivado do grego κλέπτω – klepto, particípio neutro de kleptein, "roubar", uma alusão ao genoma obtido de outra espécie.

## Descrição
Cléptons são populações que requerem a contribuição genética de outro taxon para completar o seu ciclo reprodutivo, dependendo em cada geração da repetição de um ciclo de hibridogénese hemiclonal. Os cléptons podem ainda ser classificados como sincléptons.
Quanto à forma de reprodução, os cléptons são considerados como: (1) zigocléptons, quando resultam de um processo de zigogénese; (2) ginocléptons quando resultem de um processo de ginogénese; e (3) ticocléptons, quando se reproduzem por uma combinação de ambos os sistemas.
Esta forma de partenogénese foi identificada em espécies de anfíbios dos géneros Pelophylax e Ambystoma e entre peixes vivíparos do género Poeciliopsis. Os casos mais conhecidos ocorrem entre algumas espécies de rãs-verdes do complexo específico Pelophylax ssp.:
- P. kl. esculentus (rã-comestível): P. lessonae × P. ridibundus,[6][7]
- P. kl. grafi (rã-híbrido-de-graf): P. perezi × P. ridibundus;
- P. kl. hispanicus (rã-verde-italiana): P. bergeri × P. ridibundus / P. kl. esculentus.